# Museu de Cadaqués
El Museu de Cadaqués és un museu d'art situat al centre històric de la població que li dona nom. Inicialment, el museu no disposava de col·lecció permanent, tot i que es feien exposicions de llarga durada, sovint vinculades a l'activitat o història artística de la vila, realitzant exposicions de personatges com Salvador Dalí o Pablo Picasso. Amb el temps la seva col·lecció permanent s'ha anat ampliant amb obres d'artistes vinculats a la vila, com Ramon Pichot i Gironès.

## Exposicions temporals rellevants
- 2010- Cadaqués de Picasso, comissariada per Ricard Mas i Pere Vehí.[3] Va tenir uns 17.000 visitants.[4]
- 2011 - Del primer Dalí al Manifest Groc (1914-1928)[5]
- 2022-2023 - Meli, Cadaqués, Dalí. Un instant a Cadaqués (1950-1990) per Melitó Casals[6]